# Медаль «70 лет освобождения Киева от фашистских захватчиков»
Юбилейная медаль «70 лет освобождения Киева от фашистских захватчиков» (укр. ювілейна медаль «70 років визволення Києва від фашистських загарбників») — знак отличия главы горгосадминистрации для награждения участников освобождения и обороны столицы в период Великой Отечественной войны 1941—1945 годов и активистам общественных организаций Киева, учреждённая в ознаменование 70-й годовщины освобождения Киева от фашистских захватчиков.

## История награды
Юбилейная медаль «70 лет освобождения Киева от фашистских захватчиков» была утверждена во время сессионного заседания 84-ю депутатами Киевсовета.

## Описание награды
Юбилейная медаль «70 лет освобождения Киева от фашистских захватчиков» изготовляется из томпака (медно-цинковый сплав латуни) и покрыта «под золото». Медаль имеет форму круга диаметром 32 миллиметра с изображением Архангела Михаила и надписью «70 лет освобождения Киева от фашистских захватчиков» по ободу медали.

## Порядок вручения
Юбилейная медаль вручается городской головой города, секретарем Киевсовета, главой горгосадминистрации, а также главами райгосадминистраций.